# Verwaltungsgemeinschaft Berka/Werra
La Verwaltungsgemeinschaft Berka/Werra est une communauté d'administration allemande qui regroupe 4 communes du land de Thuringe, dans l'arrondissement de Wartburg, au centre de l'Allemagne. En 2015, sa population est de 6 536 habitants.

## Source de la traduction
- (de) Cet article est partiellement ou en totalité issu de l’article de Wikipédia en allemand intitulé « Verwaltungsgemeinschaft Berka/Werra » (voir la liste des auteurs).